# Текумсе (Мічиган)
Текумсе (англ. Tecumseh) — місто (англ. city) в США, в окрузі Ленаві штату Мічиган. Населення — 8680 осіб (2020).

## Географія
Текумсе розташований за координатами 42°0′22″ пн. ш. 83°56′40″ зх. д. / 42.00611° пн. ш. 83.94444° зх. д. (42.006114, -83.944443).  За даними Бюро перепису населення США в 2010 році місто мало площу 15,39 км², з яких 14,77 км² — суходіл та 0,62 км² — водойми.

## Демографія
Згідно з переписом 2010 року, у місті мешкала 8521 особа в 3604 домогосподарствах у складі 2304 родин. Густота населення становила 554 особи/км².  Було 3957 помешкань (257/км²).
Расовий склад населення:
| - 96,0 % — білих - 0,7 % — азіатів - 0,4 % — корінних американців - 0,4 % — чорних або афроамериканців |

До двох чи більше рас належало 1,6 %. Частка іспаномовних становила 4,4 % від усіх жителів.
За віковим діапазоном населення розподілялося таким чином: 24,7 % — особи молодші 18 років, 59,8 % — особи у віці 18—64 років, 15,5 % — особи у віці 65 років та старші. Медіана віку мешканця становила 39,8 року. На 100 осіб жіночої статі у місті припадало 87,9 чоловіків;  на 100 жінок у віці від 18 років та старших — 83,3 чоловіків також старших 18 років.
Середній дохід на одне домашнє господарство  становив 59 614 долари США (медіана — 48 658), а середній дохід на одну сім'ю — 73 838 доларів (медіана — 62 806). Медіана доходів становила 46 362 долари для чоловіків та 33 255 доларів для жінок. За межею бідності перебувало 10,1 % осіб, у тому числі 17,7 % дітей у віці до 18 років та 6,4 % осіб у віці 65 років та старших.
Цивільне працевлаштоване населення становило 4152 особи. Основні галузі зайнятості: освіта, охорона здоров'я та соціальна допомога — 26,8 %, виробництво — 18,7 %, роздрібна торгівля — 12,0 %, мистецтво, розваги та відпочинок — 9,9 %.